# Rokliden
Rokliden är ett naturreservat i Piteå kommun i Norrbottens län.
Området är naturskyddat sedan 1997 och är 1,1 kvadratkilometer stort. Reservatet omfattar en sträcka av Rokån med våtmarker samt en längre nordostsluttning mot ån med granskog. 